# Jasminum sambac
La Sampaguita (Jasminum sambac (L.) Aiton) es una flor típica de Filipinas, que actualmente forma como parte de un símbolo patrio de Filipinas junto con su escudo y bandera nacional. Considerada como una de las flores más bellas de Asia y el Pacífico, por su color blanco y tamaño pequeño. Esta flor crece en la zona montañosa de Pampanga, donde por lo general los niños y los campesinos van a recolectarlas a temprano horas de la mañana para ponerlas a la venta en los mercados comerciales de Manila, aunque solo tienen un día de vida. Su fragancia es suave y se asemeja al jazmín, además que se utiliza también como ofrenda para ponerle a los santos o de ella también se pueden fabricar los deliciosos y finos perfumes con un costo elevado para su exportación.

## Descripción
La flor de la sampaguita lleva un mensaje dedicado a la pureza y devoción. Cabe destacar que a su alrededor se teje toda una industria que genera buenos ingresos por su comercialización para muchos ciudadanos filipinos.
Si bien la flor de la Sampaguita tiene su origen en el Himalaya y que en el siglo XVII fue llevado al archipiélago malayo. Desde 1934 se convirtió en la flor nacional del archipiélago filipino, cuando el gobernador general estadounidense en ese momento, Frank Murphy, la  proclamó como símbolo nacional.
La flor sampaguita consta de tres pétalos y en forma de estrella. Esta flor se abre por la noche y dura alrededor de un día. Crece en manojos de flores sobre su planta madre, un arbusto leñoso que puede alcanzar los 5 metros de altura. La planta no produce semillas, por lo que las nuevas plantas se cultivan mediante esquejes. La característica más importante de la flor es su aroma dulce característico.

## Nombre común
- sampaguita.[3]